# Scambus kamtschaticus
Scambus kamtschaticus är en stekelart som först beskrevs av Per Abraham Roman 1931.  Scambus kamtschaticus ingår i släktet Scambus och familjen brokparasitsteklar. Inga underarter finns listade i Catalogue of Life.